# 휴우가 나츠
휴우가 나츠(일본어: 日向夏 휴우가 나츠[*])는 일본의 소설가, 라이트 노벨 작가로, 후쿠오카현 출신이다.

## 경력
소설 투고 사이트 「소설가가 되자」에 「우리보(うりぼう)」라는 필명으로 게재하고 있던 작품 「약사의 혼잣말」이 2012년에 서적으로 출시되어 작가 데뷔를 하게 된다. 그 때, 편집자의 요청에 의해 필명을 휴우가 나츠(日向夏)로 변경한다. 이름의 유래는 좋아하는 과일에서 유래한 것으로, 인명이 아니기 때문에 「휴우가(ひゅうが)・나츠(なつ)」가 아닌 「휴우가 나츠(ヒュウガナツ)」와 동일한 네임으로 취급되며, 성명의 구별은 없다고 한다.
얼굴은 비공개이며, 필명 변경 후도 계속 블로그나 SNS에서는 2족 직립하는 등에 줄무늬가 있는 젊은 멧돼지인 우리보(ウリ坊) 「우리린(うりりん)」을 아바타로서 사용한다. 행사에서 팬들의 앞에 등장할 때는 2024년 8월에 만든 우리보 인형 차림으로 출연한다.
대표작이 된 『약사의 혼잣말』은 다른 출판사로부터 병행해 2종류의 만화가 있으며, 2023년 10월에는 애니메이션화가 되었다. 2025년에 개최된 TV 애니메이션 『약사의 혼잣말』의 도쿄 회장에서는, 우리보의 모습으로 TV 애니메이션 홍보를 위해서 제작된 주인공, 고양이(마오마오)의 인형과의 투샷 사진을 촬영해 SNS로 공개하고 있다.

## 관련 항목
- 라이트 노벨 작가 목록